# Дуарти, Паулу (археолог)
Паулу Алфеу Жункейра Дуарти (порт. Paulo Alfeu Junqueira Duarte; 17 ноября 1899 — 23 марта 1984) — бразильский археолог и гуманист. Считается первым человеком, в крупных масштабах занимавшимся археологией и выступавшим в защиту археологических памятников в Бразилии.

## Биография
Дуарти раскопал сотни кухонных куч по всей Бразилии, раковины откуда добывались для извести с начала колониального периода. Для сохранения обнаруженных им объектов в 1952 году Он учредил Государственную доисторическую комиссию Сан-Паулу (Comissão de Pré-História de São Paulo), размещенную в университете Сан-Паулу. Он также проводил раскопки на побережье штата Сан-Паулу, в ходе которых был обнаружен череп доисторического человека, известный как «Дама Самбаки».
Помимо своей археологической работы, Дуарте был ведущим пропагандистом бразильской культуры, фольклора и искусства. Он громко выступал за сохранение уникальной культуры коренных народов Бразилии. Вместе с Мариу де Андраде и Сержиу Миллиетом он стал в 1935 году соучредителем Департамента культуры Сан-Паулу (Departamento de Cultura e Recreação da Prefeitura Municipal de São Paulo). В 1937 году в отместку за различные публичные высказывания был изгнан из Бразилии правительством Жетулиу Варгаса.
Дуарти вернулся в Бразилию после Второй мировой войны и привез с собой нескольких европейских археологов, которых он встретил в эмиграции. С их помощью в 1954 году всерьёз начались раскопки доисторических бразильских поселений. Благодаря нескольким сенсационным открытиям, Дуарти стал чем-то вроде местной знаменитости. Президент Жуселину Кубичек попросил его разработать закон об охране археологического наследия в 1957 году. Документ, принятый в 1961 году под названием Закон № 3924, и по сей день остается базой для сохранения археологических находок в Бразилии.
Бывший либеральным оппозиционером и боявшийся публично высказываться по политическим вопросам, пользуясь своей известностью как учёного и общественного деятеля, Дуарти вновь вызвал недовольство очередной диктатуры, установившейся после переворота 1964 года, и в 1969 году военное правительство отстранило его от преподавания, запретило занимать университетские должности и собственный университет, в создании которого он принимал деятельное участие. Законы о сохранении археологических памятников диктатурой 1960—1970-х практически не соблюдались, и Дуарти в этот период боролся против уничтожения куч из ракушек.